# Estação La Elipa
La Elipa é uma estação da Linha 2 do Metro de Madrid.

## História
A estação foi inaugurada em 16 de fevereiro de 2007.